# Dominique Vilar
Pour les articles homonymes, voir Vilar.

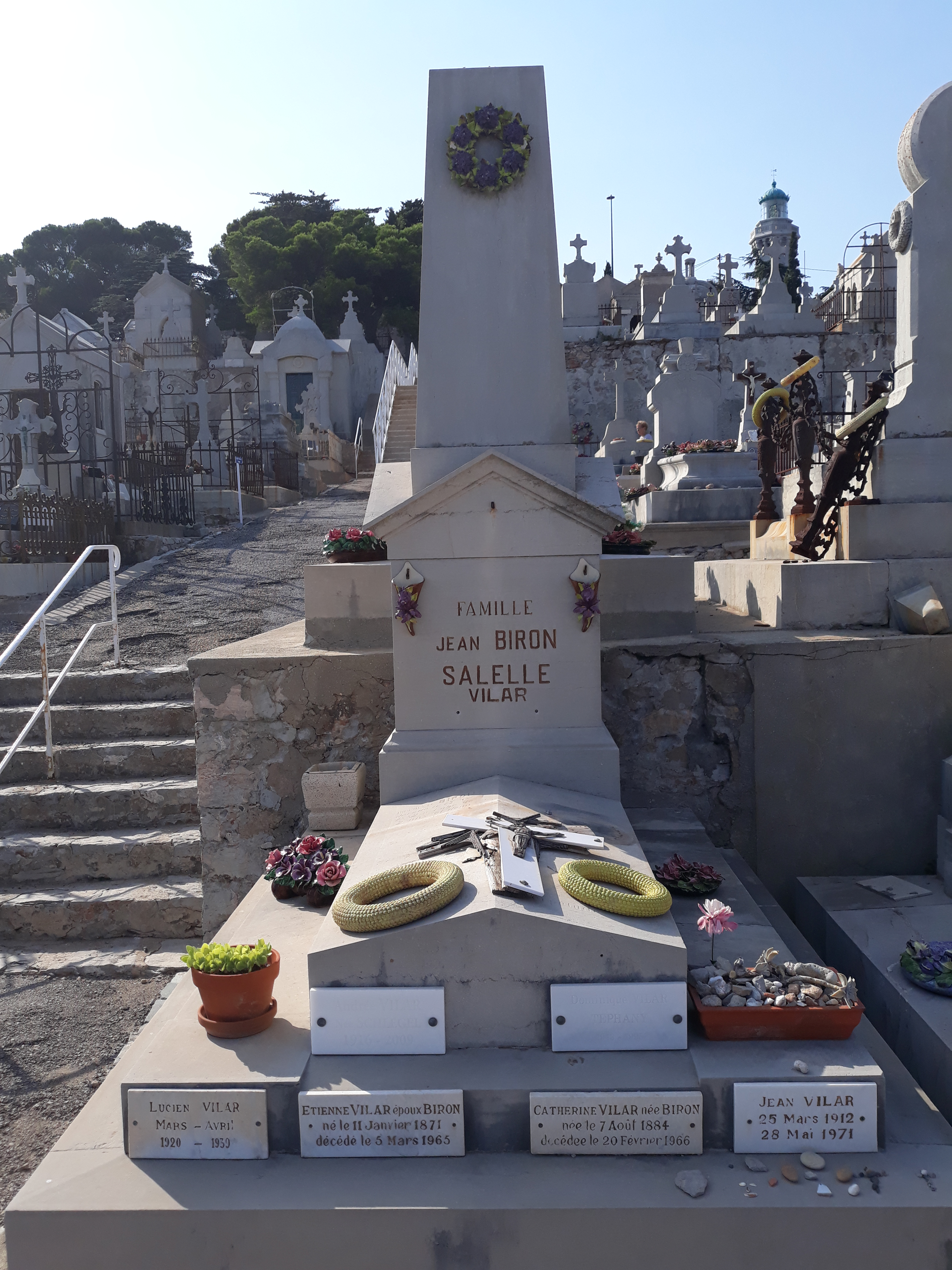
Sépulture de Dominique Vilar Téphany au cimetière marin de Sète.

Dominique Vilar (née Dominique Suzanne Vilar le 26 avril 1943 à Paris 14e et morte le 6 août 1995 à Saint-Rémy-de-Provence) est une actrice française.

## Biographie
Dominique Vilar est la fille de l'acteur Jean Vilar. 
Elle mène une carrière au théâtre et à la télévision. Elle fait ses débuts dans La Paix d’Aristophane, sous la direction de son père. Elle participe également à la troupe du Théâtre de l'Est parisien de Guy Rétoré, à celle du Théâtre en liberté de Chelles, et plus récemment aux spectacles du Centre dramatique national de Limoges.
À la télévision, elle tourne notamment avec Claude Santelli, Stellio Lorenzi et Robert Mazoyer. Elle fait partie de la distribution de la série Les Gens de Mogador, dans laquelle elle joue le rôle d'Adrienne Vernet, la fille de Rodolphe et Julia Vernet.

### Mort
Dominique Vilar est morte le 6 août 1995 à Saint-Rémy-de-Provence des suites d'un cancer.
Elle est enterrée au cimetière marin de Sète, aux côtés de son père.

## Filmographie

### Télévision
- 1962 : Font-aux-cabres (fresque dramatique de Félix Lope de Vega), téléfilm de Jean Kerchbron : Jacinthe
- 1965 : Le Théâtre de la jeunesse : Sans-souci ou Le Chef-d'œuvre de Vaucanson d'Albert Husson, réalisation Jean-Pierre Decourt
- 1971 : François Gaillard ou la vie des autres (série télévisée de Jacques Ertaud, 1971) : Annie Delanauze
- 1972 : Les Gens de Mogador (série télé de Robert Mazoyer, 1972) : Adrienne Vernet
- 1975 : Une femme seule (série télé de Pierre Goutas, 1975) : Dominique Maurier
- 1979 : Une fille seule (série télé de René Lucot, 1979) : Dominique

## Théâtre
- 1962 : Lulu de Frank Wedekind, mise en scène François Maistre, Théâtre de l'Athénée
- 1963 : La dame ne brûlera pas de Christopher Fry, mise en scène Pierre Franck, Théâtre de l'Œuvre
- 1964 : Le Banquier sans visage, chronique des temps qui changent de Walter Weideli, mise en scène Jean Vilar, Grand Théâtre de Genève
- 1965 : Monsieur Alexandre de Jean Cosmos, mise en scène Guy Rétoré, Théâtre de l'Est parisien
- 1966 : L'Avare de Molière, mise en scène Jean Vilar, Festival du Marais Hôtel de Rohan
- 1966 : Mesure pour mesure de William Shakespeare, mise en scène Guy Rétoré, Théâtre de l'Est parisien
- 1966 : Turcaret d'Alain-René Lesage, mise en scène Guy Rétoré, Théâtre de l'Est parisien
- 1966 : Vous vivrez comme des porcs de John Arden, mise en scène Guy Rétoré, Théâtre de l'Est parisien
- 1967 : Les Sincères de Marivaux, mise en scène Daniel Leveugle, Théâtre de l'Est parisien
- 1967 : Le Menteur de Corneille, mise en scène Daniel Leveugle, Théâtre de l'Est parisien
- 1967 : La Coupe d'argent de Sean O'Casey, mise en scène Guy Rétoré, Théâtre de l'Est parisien
- 1968 : La Bataille de Lobositz de Peter Haxs, mise en scène Guy Rétoré, Théâtre de l'Est parisien
- 1970 : Ce soir on improvise de Luigi Pirandello, mise en scène Gérard Vergez, Festival d'Avignon
- 1975 : Dom Juan de Molière, mise en scène Arlette Téphany
- 1982 : Qui a peur de Virginia Woolf ? d'Edward Albee, mise en scène Yutaka Wada, Théâtre de l'Œuvre
- 1984 : Rhinocéros d'Eugène Ionesco, mise en scène Arlette Téphany, Théâtre de la Madeleine
- 1987 : La Folle de Chaillot de Jean Giraudoux, mise en scène Arlette Téphany, Festival de Bellac
- 1989 : La Vie de Galilée de Bertolt Brecht, mise en scène Arlette Téphany, Festival de Bellac
- 1991 : Le Retour de Casanova d’Arthur Schnitzler, mise en scène Arlette Théphany, Festival de Bellac